# San Marino vasúti közlekedése
San Marinóban korábban egy keskeny nyomtávolságú, villamosított vasútvonal üzemelt, mely egészen az olaszországi Rimini város vasútállomásáig húzódott. Ez a kapcsolat a második világháború idején elpusztult és azóta sem építették újjá, viszont az eredeti vasútvonal párszáz méteres szakasza napjainkban, mint turistalátványosság, újra üzemel.

## A Rimini-San Marino-vasútvonal
A Rimini-San Marino-vasútvonal egy villamosított, keskeny nyomtávú vasútvonal volt, amely az olaszországi Rimini vasútállomását és San Marinót kötötte össze. A vonalat 1932-ben adták át négy év építés után. Ez egy 32 km hosszú, 950 mm nyomtávolságú, 3000 V-os egyenárammal villamosított villamosított vasút volt. A vonalat a Società Anonima delle Ferrovie e Tramvie Padane építette, 12 alagúttal és 6 nagy híddal. A vasútvonalat a II. világháborúban lezárták, és a háború után nem nyitották meg újra. A vasút nyomvonalán utak, kerékpárutak és lakóházak épültek.
A háború alatt egy kék villamos motorkocsit egy alagútban tároltak, ahol a háború után 67 évig maradt. A motorkocsit polgári kezdeményezésre állították helyre és tették működőképessé. 2012-ben 800 méternyi vágányt rekonstruáltak, és a San Marino végállomáson az eredeti vonattal, mint turisztikai látványossággal együtt megnyitották a forgalom előtt.

### Története

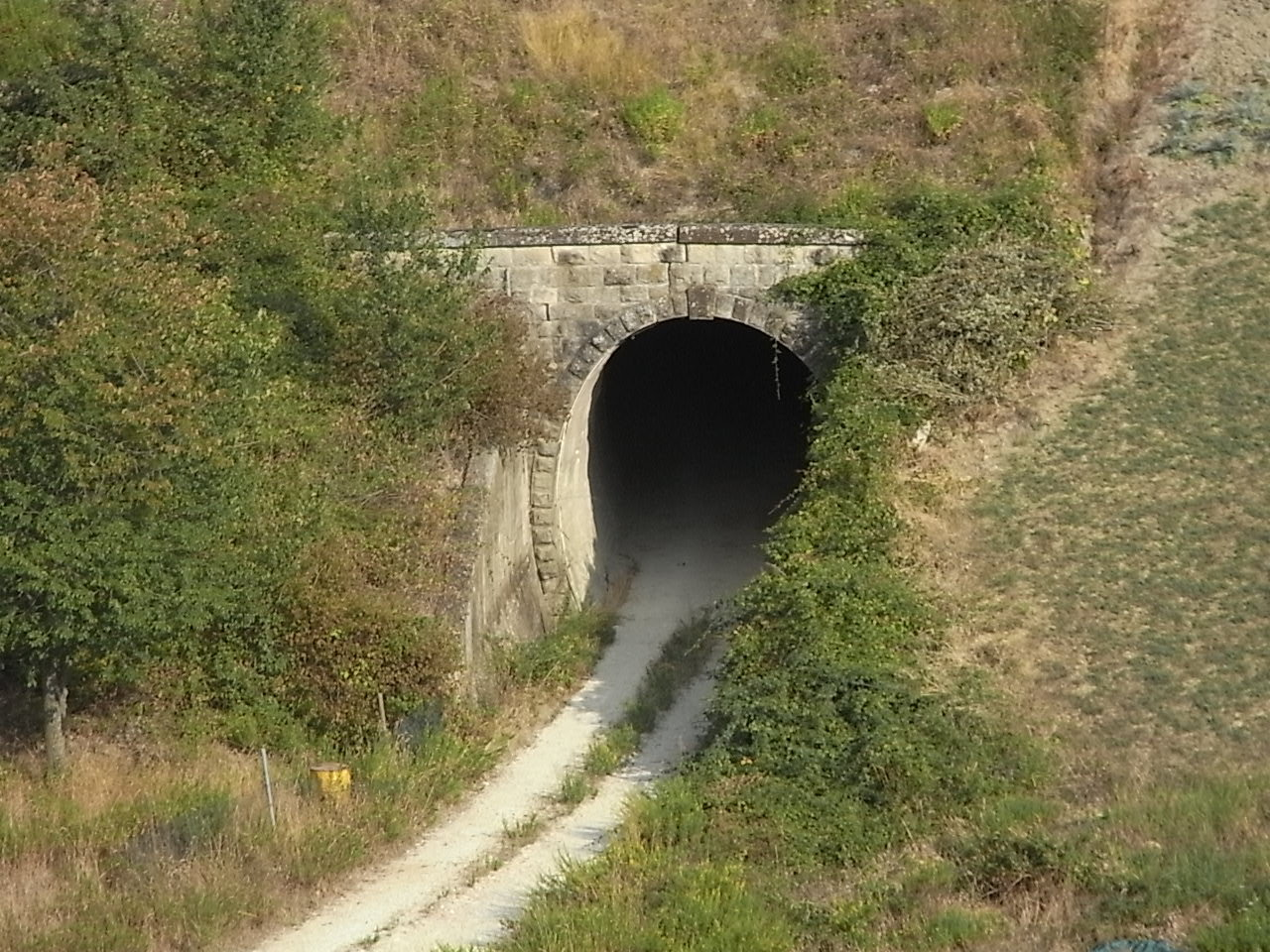
Az egyik megmaradt alagút

A második világháború előtt néhány évig San Marino egyetlen vonalból álló vasúthálózattal rendelkezett, amely Rimini vasútállomáson át kötötte össze az országot az olasz vasúthálózattal. A főváros, San Marino City (amely egy hegytetőn fekszik) megközelíthetőségének nehézségei miatt a végállomást Valdragone faluban kellett elhelyezni. San Marino és Olaszország közös erőfeszítésével azonban a vasútvonalat meghosszabbították, hogy egy meredek és kanyargós, sok alagútból álló pályán keresztül elérje a fővárost. A vasutat 1932. június 12-én nyitották meg.
A korban ez egy fejlett rendszernek számított, mivel villamos vasút volt, amelyet felsővezetékről tápláltak. A vágányok keskeny nyomtávúak voltak, ami az útvonal földrajzi adottságai miatt előnyös volt a költségek és a könnyű építés szempontjából, de a vasút nem volt kompatibilis az olasz hálózattal. A vasúti kocsik jellegzetes megjelenésűek voltak, San Marino nemzeti színeiben, kék és fehér színben, vízszintesen tagozódva; a szolgáltatás első és harmadosztályú ülőhelyeket kínált. A 17 alagút mindegyike szamarinói területen volt, a hosszuk 50 és 800 méter között változott.
A vasút jól megépített és jól kihasznált volt, és minden valószínűség szerint hosszú távon a szamarinai tömegközlekedés része lett volna, de a II. világháború idején a térségben folyó harcok során szinte teljesen megsemmisült. Ma már nincs működő vasút San Marinóban, de számos használaton kívüli műtárgy, például hidak, alagutak és állomások még mindig jól láthatóak, és néhány esetben felújították és parkká, közforgalmú gyalogutakká vagy közlekedési útvonallá alakították át őket.

### Jelenlegi állapot
Az alagutak többsége jól megmaradt, három alagutat pedig biztonsági szempontból ellenőriztek, világítással láttak el és megnyitották a gyalogosok számára. A legtöbbet biztonsági okokból bezárták, vagy magánkézbe vették tárolásra. Az utolsó, mintegy 500 m hosszú, az egykori San Marino állomáshoz legközelebb eső alagútban még mindig megmaradt néhány egykor használt vasúti kocsi.
Az egykori vasút által használt hidak és egyéb építmények némelyike közkedvelt nevezetességgé vált, különösen a kellemes vidéki környezetben fekvő "Fontevecchia" híd. Dogana állomása ma egy nagy közpark központja. A többi állomást vagy magánházakká alakították át, vagy lebontották.
2012. július 21-től kezdődően San Marino város végállomása mellett egy 800 m hosszú villamosított szakaszt, a Montale-alagutat és az ahhoz vezető vasútvonalat reaktiváltak turisztikai és promóciós céllal. A felsővezetéket csökkentett, 480 voltos egyenfeszültséggel helyezték újra üzembe. Így július 21-én lehetőség nyílt arra, hogy a közönségnek bemutassák az előző hónapokban felújított és üzemképessé tett AB 03-as motorkocsit, amely a felújított szakaszon közlekedett. Ez volt az első lépés a vasútvonal, illetve annak egy részének reaktiválására.
Ebből az alkalomból a San Marinó-i Köztársaság kormánya, konkrétan az akkori területi államtitkár, Gian Carlo Venturini, kötelezettséget vállalt a vasúti szakasz felújítására Borgo Maggiore állomásig, a kötélpálya völgyállomásához közel. A vonal és a mozdony helyreállítását római vállalatok, valamint az Azienda Autonoma di Stato per i Lavori Pubblici di San Marino szakemberei és munkásai végezték.
2022 szeptemberében megkezdődött a Borgo Maggiore és San Marino City szakaszának helyreállítására vonatkozó előzetes projekt kidolgozásának folyamata.

## Kötélvasút

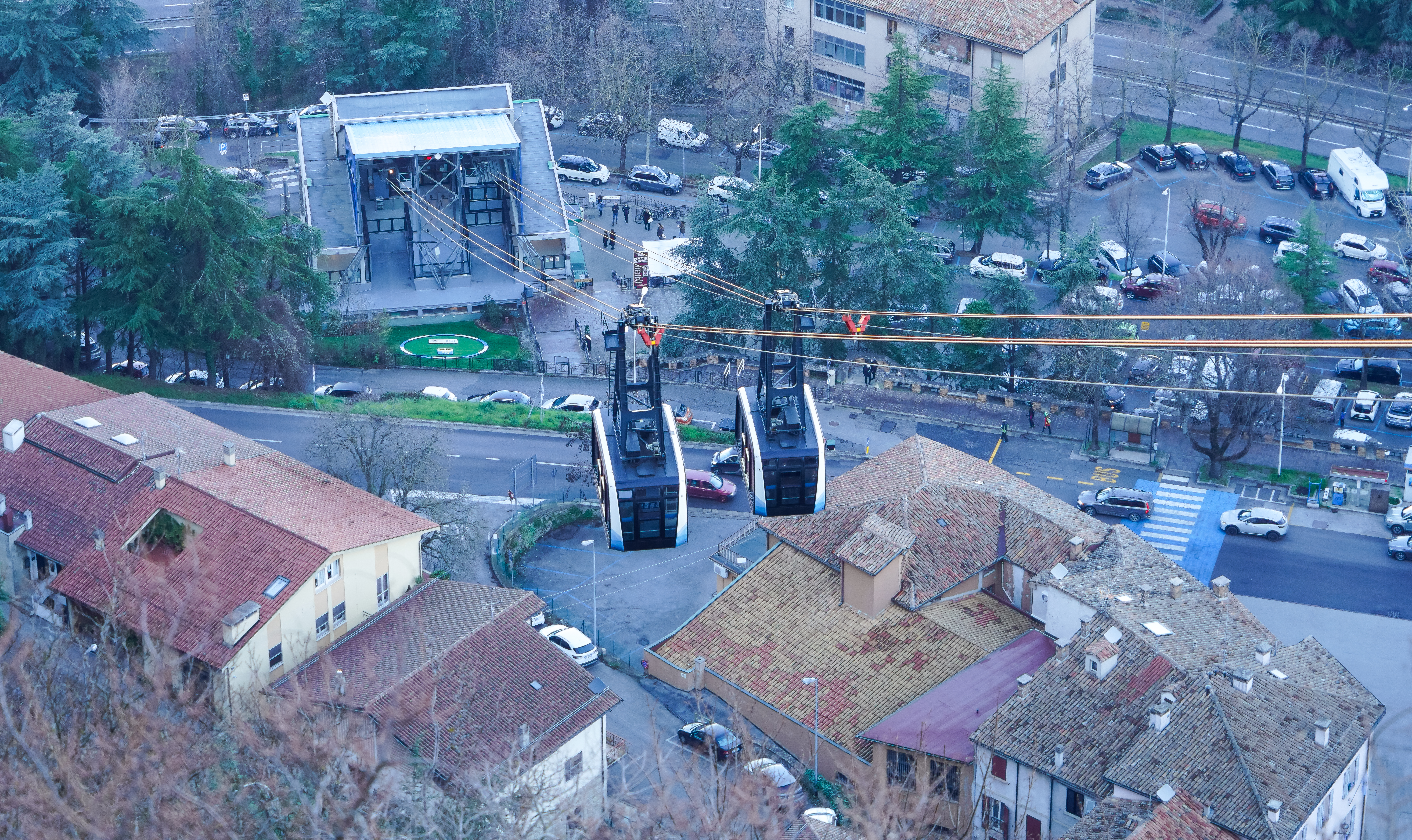
A San Marinó-i kötélvasút

Az országban továbbá még egy kötélvasút is üzemel.

## Vasúti kapcsolata más országokkal
- Olaszország - Nincs vasúti kapcsolat, de a második világháborúig volt eltérő nyomtávolsággal.